# Opsiphanes farrago
Opsiphanes farrago är en fjärilsart som beskrevs av Hans Ferdinand Emil Julius Stichel 1904. Opsiphanes farrago ingår i släktet Opsiphanes och familjen praktfjärilar. Inga underarter finns listade i Catalogue of Life.